# ياسمينة عمراني
ياسمينة عمراني ( مواليد 1 يناير 1988) هي لاعبة ألعاب قوى جزائرية متخصصة في السباعي .سجلت أفضل رقم شخصي لها في هذه المنافسة وهو 5979 نقطة (حققته في عام 2010) كما أن أفضل رقم لها في الخماسي الداخلي هو 4386 نقطة.
فازت بالميدالية الذهبية في السباعي عندما بدأت المنافسة باسم الجزائر في بطولة أفريقيا لألعاب القوى 2012.وفي عامها الثاني من المنافسة، فازت بالميداليات الذهبية في بطولة العرب لألعاب القوى ودورة ألعاب البحر الابيض المتوسط.

## الحياة المهنية
ولدت في فورباش، فرنسا لعائلة رياضية من أصول جزائرية، وشقيقيها الأصغر عبد الحكيم وبلال وهما لاعبي كرة قدم محترفان. تنافست في بداية مسيرتها الرياضية لصالح بلدها فرنسا.
شاركت في منافسات ألعاب القوى المشتركة منذ صغرها وحصلت على المركز الرابع عشر في بطولة العالم للشباب في ألعاب القوى عام 2005 (أول مسابقة كبرى لها). شاركت في أولى لقاءاتها الكبرى في عام 2006 ( لقاء آرل الدولي ومالتي ستارز ) وفازت باللقب الفرنسي للناشئين بأفضل رصيد بلغ 5333 نقطة. وتفوقت على ذلك بـ 43 نقطة لتحتل المركز الحادي عشر في بطولة العالم للناشئين في ألعاب القوى عام 2006.   وفي بطولة أوروبا لألعاب القوى للناشئين عام 2007 حصلت على المركز السابع عشر فقط.
في عام 2008، ارتفعت نقاطها إلى 5620 نقطة لتحتل المركز السابع في آرل، وجاءت في المركز السابع عشر في لقاء كأس أوروبا للأحداث المشتركة، وحققت أفضل رقم شخصي لها وهو 5669 نقطة لتفوز بلقب فرنسا تحت 23 عامًا. وفي عام 2009، كان أفضل أداء لها هو 5772 نقطة في آرل، ثم المركز الحادي عشر في كأس أوروبا، ثم أفضل أداء لها هو 5866 نقطة في المركز الثامن في بطولة أوروبا لألعاب القوى تحت 23 سنة 2009. وحققت عمراني 5979 نقطة في كأس أوروبا 2010، لتحتل المركز الرابع في الترتيب العام، ويحتل المركز الثاني في بطولة فرنسا لألعاب القوى في ذلك العام. فشلت في إنهاء مسابقة السباعي في أي من تلك المسابقات في العام التالي. في ظهورها الأخير كلاعبة رياضية فرنسية في مايو 2012، سجلت 5875 نقطة لتحتل المركز الرابع في لقاء مولتيستارز. 
اعتبارًا من 22 مايو 2012، نقلت عمراني أهليتها إلى الجزائر، موطن والديها. تنافست كضيفة في بطولة فرنسا وفازت باللقب الوطني في أفضل موسم لها بـ 5935 نقطة.  في أول ظهور لها مع الجزائر فازت بالميدالية الذهبية في بطولة أفريقيا لألعاب القوى 2012 - فشلت البطلة المدافعة مارغريت سيمبسون في إنهاء السباق وفازت عمراني بنتيجة 5924 بفارق أكثر من 400 نقطة. 
وواصلت سلسلة الفوز وحصد الميداليات الذهبية في بطولة العرب لألعاب القوى 2013 ودورة ألعاب قوى في ألعاب البحر الأبيض المتوسط 2013. حصلت على المركز التاسع عشر في بطولة العالم 2013 وفي بطولة أفريقيا 2014 انسحبت بعد أربعة أحداث.

## روابط خارجية
- الملف الرياضي في FFA